# Бејсин (Монтана)
Бејсин (енгл. Basin) насељено је место без административног статуса у америчкој савезној држави Монтана.

## Демографија
По попису из 2010. године број становника је 212, што је 43 (-16,9%) становника мање него 2000. године.
| Група             | 2000.       | 2010.       |
| Белци             | 238 (93,3%) | 196 (92,5%) |
| Афроамериканци    | 0 (0,0%)    | 1 (0,5%)    |
| Азијати           | 1 (0,4%)    | 1 (0,5%)    |
| Хиспаноамериканци | 5 (2,0%)    | 4 (1,9%)    |
| Укупно            | 255         | 212         |